# Johan Friedrich Wilhelm Haffner
Johan Friedrich Wilhelm (von) Haffner (født 12. januar 1768 i Rendsborg, død 27. april 1822 på gården Dal i Ullensaker) var en norsk officer. Fra ham nedstammer den norske gren af slægten Haffner.

## Militær karriere
Han var søn af oberstløjtnant Reinhold Jacob (von) Haffner (1731-1806) og Wibeke M. von Wildenrath (1744-1817) og blev selv officer i dansk-norsk tjeneste. Haffner blev sekondløjtnant i artilleriet 1786, premierløjtnant 1789, kaptajn 1794, major og overkvartermester 1807, var interimskommandant på Kongsvinger fra 1808 til 1809 og blev oberstløjtnant og generalkvartermesterløjtnant 1811.
Han deltog i krigen 1808, hvor han kommanderede et ridende batteri i brigaden Holst ved Skjeberg, og deltog som generalkvartermester i krigen 1814.
Haffner bad om afsked fra dansk tjeneste ved tabet af Norge i 1814 og blev samme år generaladjutantløjtnant i den norske generalstab og fungerende generalkvartermester samt kammerherre hos kong Christian Frederik.Haffner fik afsked fra militærtjenesten i 1815 og trak sig tilbage til sin gård Dal i Ullensaker.

## Betydning for begivenhederne i 1814
Haffner stod Frederik af Hessen nær og blev derigennem også knyttet til prins Christian Frederik. I 1813 deltog han i kommissionen, som skulle vurdere Norges militære situation med henblik på at angribe Sverige. I 1814 var han blandt dem, som tog med prins Christian Frederik til Trondhjem. Senere samme år deltog han på Notabelmødet på Ejdsvold den 16. februar 1814, og Haffner var også nærværende på Ejdsvold, da rigsforsamlingen arbejdede.
I en periode, hvor Christian Frederik ikke var til stede på Ejdsvold, sendte Haffner ham fire breve. Her holdt han prinsen orienteret om tingenes gang, men informerede også om relevante rygter og intriger.
Han var gift 1. gang 2. februar 1793 med Sara Hagerup (født 26. februar 1770, død 9. maj 1814). 2. gang 22. maj 1815 med Elise Mathilde Harward (født 12. januar 1786, død 24. marts 1848).